# أوغستين غالانت
أوغستين غالانت هو سياسي كندي، ولد في 4 أغسطس 1916، وتوفي في 5 مايو 1994. انتخب Speaker of the Legislative Assembly of Prince Edward Island ‏.